# افعی بیابانی آفریقای شمالی
افعی بیابانی آفریقای شمالی (نام علمی: Cerastes) نام یک سرده از زیرخانواده گرزه‌ماریان است.